# Демос, Ллойд
Ллойд Демо́c (вариант написания фамилии — Демоз; англ. Lloyd deMause; 19 сентября 1931, Детройт, Мичиган — 23 апреля 2020, Нью-Йорк, Нью-Йорк) — американский историк и психолог, один из основателей психоистории.

## Биография
Окончил Колумбийский колледж. Последипломное образование в области политологии получил в Колумбийском университете и в области психоанализа в Национальной психологической ассоциации психоанализа.
Преподавал психоисторию в Городском университете Нью-Йорка и в Нью-Йоркском центре психоаналитической подготовки.

## Научная деятельность
В своих работах по истории детства Демос выделил шесть различных доминирующих моделей отношения к детям на протяжении истории, обосновал влияние воспитания в детстве на особенности взрослой личности и связал выделенные им модели воспитания детей с особенностями развития цивилизации в каждый период. Шесть моделей, по Демосу, следующие:
1. Инфантицидная (до IV века н. э.) — характеризуется массовым убийством детей и насилием в их отношении
2. Бросающая/отстранённая (IV—XIII века) — характеризуется отказом от инфантицида в связи с распространением христианства и практикой передачи родителями детей на воспитание третьим лицам
3. Амбивалентная (XIV—XVII века) — характеризуется началом вытеснения практики физических наказаний
4. Навязчивая/принудительная (XVIII век) — характеризуется началом понимания потребностей ребёнка
5. Социализирующая (XIX — первая половина XX века) — характеризуется массовым распространением педагогических знаний, а также начального и среднего образования
6. Помогающая (с середины XX века) — характеризуется индивидуализацией процесса воспитания, отказом от физических наказаний и равноправными отношениями между родителями и детьми

Демос также обратил внимание на роль фетального опыта, то есть психологических травм человека в состоянии эмбриона в чреве матери. По мнению Демоса, фетальные травмы возникают, когда эмбрион испытывает дискомфорт от недостатка питания либо от курения или алкоголизма матери. Поскольку эмбрион не имеет возможности ответить на раздражающую реакцию, фетальные травмы остаются в психике человека и в зрелом возрасте, однако из-за того, что они скрыты в самой глубине психики, их проявление носит бессознательный и неявный характер.
Проблему генезиса и распространения исламистского терроризма Демос связывает с особенностями семейных отношений и воспитания во многих мусульманских странах.
Демос являлся основателем Института психоистории и The Journal of Psychohistory.